# Cantilan
Cantilan è una municipalità di quarta classe delle Filippine, situata nella Provincia di Surigao del Sur, nella parte nord di Mindanao, nella Regione di Caraga.
La città è raggiungibile da Manila attraverso collegamenti aerei che servono gli aeroporti di Butuan, di Surigao e di Tandag da cui è poi necessario proseguire via terra con trasferimenti che possono durare fino a quattro o cinque ore.
Cantilan è formata da 17 baranggay:
- Bugsukan
- Buntalid
- Cabangahan
- Cabas-an
- Calagdaan
- Consuelo
- General Island
- Lininti-an (Pob.)
- Lobo
- Magasang
- Magosilom (Pob.)
- Pag-Antayan
- Palasao
- Parang
- San Pedro
- Tapi
- Tigabong